# Exetastes discretus
Exetastes discretus là một loài tò vò trong họ Ichneumonidae.